# Alfred Weber
Alfred Weber   (Erfurt, 30 de juliol de 1868 - Heidelberg, 2 de maig de 1958) va ser un economista i sociòleg. Els seus treballs han influït en la geografia moderna. Era germà del també sociòleg Max Weber.

## Biografia
Alfred Weber, germà petit del conegut sociòleg Max Weber, va néixer a Erfurt i es va criar a Charlottenburg. De 1907 a 1933, va ser professor a la Universitat de Heidelberg. Weber va començar la seva carrera com a advocat i va treballar com a sociòleg i filòsof cultural.

## Obres
- Über den Standort der Industrie, 1909
- Ideen zur Staats - und Kultursoziologie, 1927
- Kulturgeschichte als Kultursoziologie, 1935
- Einführung in die Soziologie, 1955